# Ameiva cineracea
Ameiva cineracea là một loài thằn lằn trong họ Teiidae. Loài này được Barbour & Noble mô tả khoa học đầu tiên năm 1915.